# Eighth Air Force
Eighth Air Force är en Numbered Air Force tillhörande United States Air Force och är en del av Air Force Global Strike Command. Eighth Air Force bildades från VIII Bomber Command den 22 februari 1944 och ansvarade för alla amerikanska bombplan som opererade från baser i Storbritannien under andra världskriget.

## Organisation under andra världskriget
- 1st Bombardment Division med högkvarter på Brampton Grange, Brampton, Cambridgeshire
  - 1st Bombardment Wing, RAF Bassingbourn (anropssignal: Goonchild/Swordfish)
  - 40th Combat Bombardment Wing, RAF Thurleigh (anropssignal: Bullpen/Foxhole)
  - 41st Combat Bombardment Wing, RAF Molesworth (anropssignal: Fatgal/Cowboy)
  - 94th Combat Bombardment Wing, RAF Polebrook (anropssignal: Ragweed/Woodcraft)
  - 67th Fighter Wing, Walcot Hall (anropssignal: Mohair)
- 2d Bombardment Division med högkvarter på Ketteringham Hall, Norwich, Norfolk
  - 2d Combat Bombardment Wing, RAF Hethel (anropssignal: Winston/Bourbon)
  - 14th Combat Bombardment Wing, RAF Shipdham (anropssignal: Hambone/Hardtack)
  - 20th Combat Bombardment Wing, RAF Hardwick (anropssignal: Pinestreet/Bigbear)
  - 95th Combat Bombardment Wing, RAF Halesworth (anropssignal: Shamrock)
  - 96th Combat Bombardment Wing, RAF Horsham St Faith (anropssignal: Redstar/Lincoln)
  - 65th Fighter Wing, Saffron Walden (anropssignal: Colgate)
- 3d Bombardment Division med högkvarter på RAF Honington, Thetford, Norfolk
  - 4th Combat Bombardment Wing, RAF Bury St Edmunds (anropssignal: Franklin/Hotshot)
  - 13th Combat Bombardment Wing, RAF Horham (anropssignal: Zootsuit/Fireball)
  - 45th Combat Bombardment Wing, RAF Snetterton Heath (anropssignal: Zootsuit/Fireball)
  - 93d Combat Bombardment Wing, RAF Mendlesham (anropssignal: Zootsuit/Fireball)
  - 66th Fighter Wing, Sawston Hall (anropssignal: Oilskin)